# برايان داليمور
برايان داليمور (بالإنجليزية: Brian Dallimore)‏ هو لاعب كرة قاعدة أمريكي، ولد في 15 نوفمبر 1973 في لاس فيغاس في الولايات المتحدة.

## وصلات خارجية
- برايان داليمور على موقع دوري كرة القاعدة الرئيسي (الإنجليزية)
- برايان داليمور على موقعبيزبول رفرنس.كوم (الدوري الرئيسي) (الإنجليزية)
- برايان داليمور على موقعبيزبول رفرنس.كوم (الدوري الثانوي) (الإنجليزية)
- برايان داليمور على موقع إي إس بي إن.كوم (أم.أل.بي) (الإنجليزية)
- برايان داليمور على موقع مشجعي الرسوم البيانية (الإنجليزية)